# Charles Janet
Charles Janet (15 de junio de 1849-7 de febrero de 1932) fue un ingeniero francés, director de una compañía minera, inventor y biólogo. 
En 1928 dirigió su atención a la tabla periódica y escribió una serie formada por seis artículos en francés que nunca fueron difundidos ampliamente. Su único artículo en inglés fue de hecho, mal editado y dio una idea confusa de su pensamiento científico.
Janet ideó a la serie de elementos químicos como una secuencia continua (tabla ampliada) que él representó como una hélice trazada sobre las superficies de cuatro cilindros anidados. Por diversas transformaciones geométricas, se derivan varios diseños interesantes siendo su "tabla periódica ampliada escalonada por la izquierda" donde el hidrógeno y el helio se colocan por encima de litio y berilio, una de sus representaciones más difundidas.
Posteriormente, este cambio vino a concordar perfectamente con la teoría cuántica y la teoría de la estructura electrónica del átomo. 
Colocó los actinoides bajo los lantanoides (adelantándose veinte años a Glenn Seaborg) llegando a continuar la serie hasta el elemento 120, por lo que su tabla periódica dejaba huecos para futuros elementos a partir del elemento 92 (Uranio), elemento más pesado conocido en la época. 
Debido a que actualmente hasta 2010 han sido descubiertos 118 elementos, el séptimo periodo ha quedado completado y se insertan en esta tabla solamente los elementos descubiertos hasta la actualidad.

## Tabla
|   |       |       |       |       |       |       |       |       |       |       |       |        |        |        |        |        |        |        |        |        |        |        |        |        |        |        |        |        |        |        | s1    | s2    |
| 1 |       |       |       |       |       |       |       |       |       |       |       |        |        |        |        |        |        |        |        |        |        |        |        |        |        |        |        |        |        |        | 1 H   | 2 He  |
| 2 |       |       |       |       |       |       |       |       |       |       |       |        |        |        |        |        |        |        |        |        |        |        |        |        | p1     | p2     | p3     | p4     | p5     | p6     | 3 Li  | 4 Be  |
| 3 |       |       |       |       |       |       |       |       |       |       |       |        |        |        |        |        |        |        |        |        |        |        |        |        | 5 B    | 6 C    | 7 N    | 8 O    | 9 F    | 10 Ne  | 11 Na | 12 Mg |
| 4 |       |       |       |       |       |       |       |       |       |       |       |        |        |        | d1     | d2     | d3     | d4     | d5     | d6     | d7     | d8     | d9     | d10    | 13 Al  | 14 Si  | 15 P   | 16 S   | 17 Cl  | 18 Ar  | 19 K  | 20 Ca |
| 5 |       |       |       |       |       |       |       |       |       |       |       |        |        |        | 21 Sc  | 22 Ti  | 23 V   | 24 Cr  | 25 Mn  | 26 Fe  | 27 Co  | 28 Ni  | 29 Cu  | 30 Zn  | 31 Ga  | 32 Ge  | 33 As  | 34 Se  | 35 Br  | 36 Kr  | 37 Rb | 38 Sr |
| 6 | f1    | f2    | f3    | f4    | f5    | f6    | f7    | f8    | f9    | f10   | f11   | f12    | f13    | f14    | 39 Y   | 40 Zr  | 41 Nb  | 42 Mo  | 43 Tc  | 44 Ru  | 45 Rh  | 46 Pd  | 47 Ag  | 48 Cd  | 49 In  | 50 Sn  | 51 Sb  | 52 Te  | 53 I   | 54 Xe  | 55 Cs | 56 Ba |
| 7 | 57 La | 58 Ce | 59 Pr | 60 Nd | 61 Pm | 62 Sm | 63 Eu | 64 Gd | 65 Tb | 66 Dy | 67 Ho | 68 Er  | 69 Tm  | 70 Yb  | 71 Lu  | 72 Hf  | 73 Ta  | 74 W   | 75 Re  | 76 Os  | 77 Ir  | 78 Pt  | 79 Au  | 80 Hg  | 81 Tl  | 82 Pb  | 83 Bi  | 84 Po  | 85 At  | 86 Rn  | 87 Fr | 88 Ra |
| 8 | 89 Ac | 90 Th | 91 Pa | 92 U  | 93 Np | 94 Pu | 95 Am | 96 Cm | 97 Bk | 98 Cf | 99 Es | 100 Fm | 101 Md | 102 No | 103 Lr | 104 Rf | 105 Db | 106 Sg | 107 Bh | 108 Hs | 109 Mt | 110 Ds | 111 Rg | 112 Cn | 113 Nh | 114 Fl | 115 Mc | 116 Lv | 117 Ts | 118 Og |       |       |

| bloque s | bloque p | bloque d | bloque f |